# Hugh Thomas, Baron Thomas of Swynnerton
Hugh Swynnerton Thomas, Baron Thomas of Swynnerton (* 21. Oktober 1931 in Windsor, Berkshire; † 6. Mai 2017 in London) war ein britischer Historiker und Schriftsteller.

## Leben und Werk
Thomas studierte an der Pariser Sorbonne und schloss sein Studium am Queens’ College (Cambridge) mit dem Bachelor of Arts ab. Von 1966 bis 1975 war er ordentlicher Professor der Geschichte an der University of Reading. Von 1979 bis 1991 war er der Direktor des Londoner „Centre for Policy Studies“ und gleichzeitig ein politischer Berater der Premierministerin Margaret Thatcher.
Seine historischen Arbeiten beschäftigen sich schwerpunktmäßig mit der Geschichte Spaniens und der Geschichte Lateinamerikas. Ein weiteres Thema wurde der Sklavenhandel. Sein Buch über den Spanischen Bürgerkrieg, das erstmals 1961 publiziert und in zahlreiche Sprachen übersetzt wurde, galt lange Zeit als maßgebliches Standardwerk zu diesem Thema. Weil er sich weitgehend auf franquistische Militärhistoriker stützt, gilt es inzwischen jedoch als veraltet. Thomas publizierte auch diverse politische Schriften, in denen er unter anderem als Befürworter der Europäischen Integration auftrat. Darüber hinaus ist Thomas als Verfasser von drei Romanen hervorgetreten.
Für seine Arbeit über den Spanischen Bürgerkrieg wurde Hugh Thomas 1962 mit dem renommierten Somerset Maugham Award ausgezeichnet. 1981 wurde Thomas durch Königin Elisabeth II. als Baron Thomas of Swynnerton, of Notting Hill in Greater London, zum Life Peer erhoben und dadurch Mitglied des House of Lords. Außerdem wurde er 2001 als Großkreuz-Ritter des spanischen Orden de Isabel la Católica ausgezeichnet.
Im Herbst 1982 veranstaltete Thomas in seinem Londoner Wohnhaus ein vertrauliches Abendessen, zu dem er mehrere der bedeutendsten Literaten Großbritanniens einlud und an dem die unter Intellektuellen stark umstrittene Premierministerin Thatcher als Ehrengast teilnahm. Zu den anwesenden Teilnehmern der Runde gehörten V. S. Pritchett, Al Alvarez, Stephen Spender, Tom Stoppard, Philip Larkin, Anthony Powell, Dan Jacobson, die späteren Literaturnobelpreisträger Mario Vargas Llosa und V. S. Naipaul sowie die Akademiker Isaiah Berlin, John H. Plumb und Anthony Quinton.
Thomas war verheiratet mit Vanessa Jebb, einer Tochter des ersten UN-Generalsekretärs Gladwyn Jebb, 1. Baron Gladwyn.

## Schriften (Auswahl)
- The world’s game, Eyre & Spottiswoode, London 1957, OCLC 6829535.
- Der spanische Bürgerkrieg (Originaltitel: The Spanisch Civil War), übersetzt von Walter Theimer, Redaktion Fred K. Prieberg, Ullstein: Berlin / Frankfurt am Main / Wien 1962, DNB 455054878.
- Spanien, mit der Redaktion der Time-Life-Bücher, übersetzt von Karl-Heinz Böttcher, Time-Life International|, Amsterdam / Frankfurt am Main 1969, DNB 458183032.
- Castro in Kuba, der Führer lebt, Bilanz eines hoffnungsvollen Aufbruchs oder der Abstieg in den realen Sozialismus, Sonderdruck für die Hessische Landeszentrale für politische Bildung aus Die Zeit, Nr. 44, Wiesbaden 1978 DNB 800816684.
- Castros Cuba (Originaltitel: Cuba: The Pursuit of Freedom), Siedler, Berlin 1984, ISBN 978-3-88680-035-3.
- Geschichte der Welt (Originaltitel: An unfinished history of the world), übersetzt von Ulrich und Ursel Bracher, DVA, Stuttgart 1984, ISBN 978-3-421-06180-5.
- The Slave Trade: The Story of the Atlantic Slave Trade: 1440–1870. Simon & Schuster, New York 1997, ISBN 0-684-81063-8
- Die Eroberung Mexikos: Cortés und Montezuma (Originaltitel: The conquest of Mexico), übersetzt von Thorsten Schmidt, S. Fischer, Frankfurt am Main 1998, ISBN 978-3-10-078003-4.
- World without End: Spain, Philip II, and the First Global Empire. Random House, New York 2015, ISBN 978-0-8129-9811-5.